# Formation de Fruitland
La Fruitland Formation est une formation géologique se trouvant dans le bassin de San Juan dans les États du Nouveau-Mexique et du Colorado, États-Unis. Elle contient des fossiles datant de l'âge campanien de la fin du Crétacé.

## Dscription

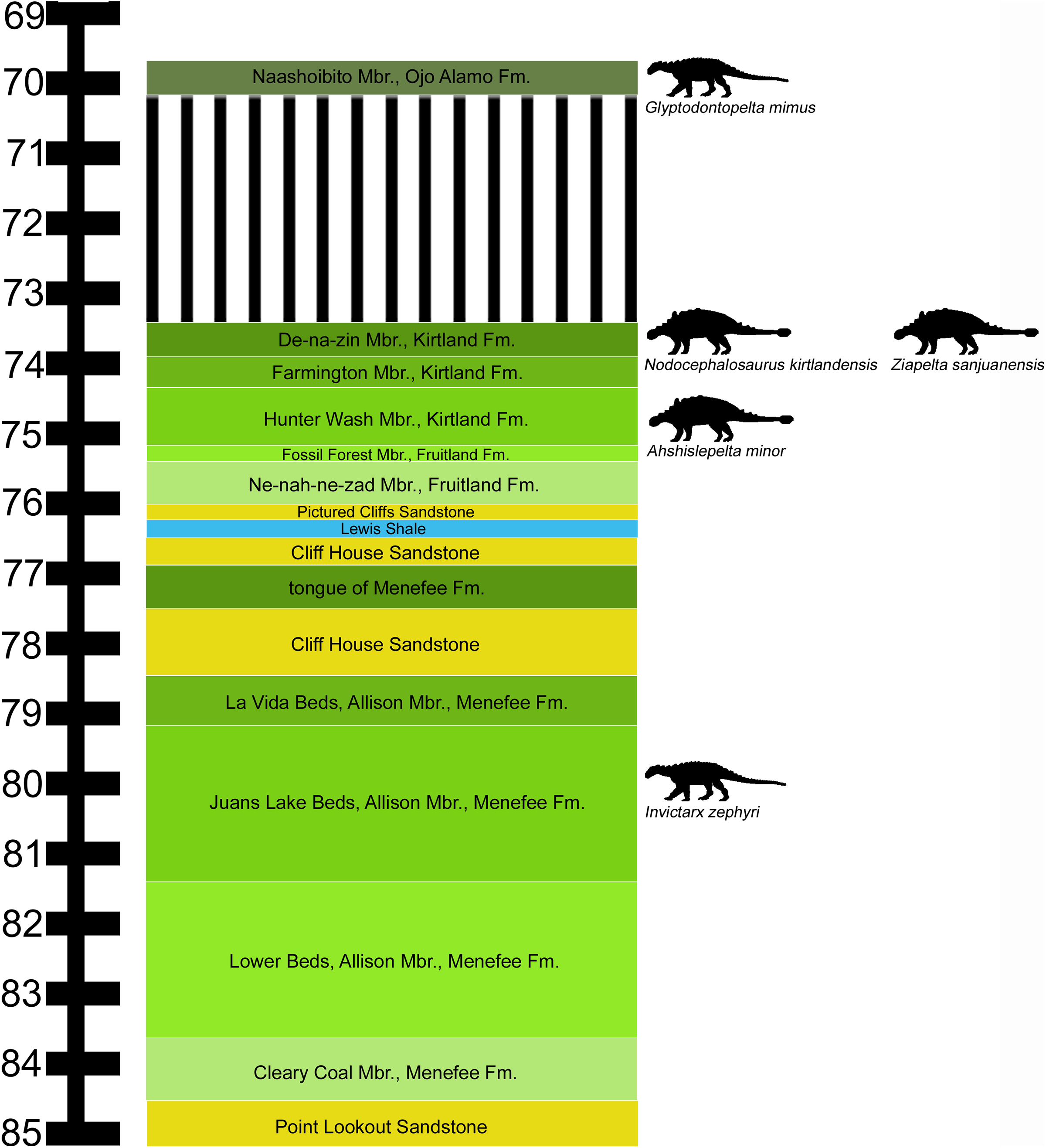
Stratigraphie du Crétacé supérieur du bassin de San Juan

La Formation Fruitland est une formation géologique sédimentaire contenant des couches de grès, de schiste et de charbon. Elle s'est constituée dans des conditions de delta marécageux, avec un mauvais drainage et des inondations fréquentes, sous un climat chaud, humide et saisonnier.
Le Fruitland est à la base des Pictured Cliffs Formation (en), et recouvert par la formation plus récente de Kirtland. La séquence de roches représente le remplissage final de la voie maritime du Crétacé. Les Pictured Cliffs à la base sont un grès marin marginal (marginal marine sandstone), déposé dans un environnement similaire aux îles barrières au large du sud-est des États-Unis. Lorsque la voie maritime s'est retirée, les falaises représentées ont été couvertes par la formation Fruitland, qui s'est déposée dans les basses terres marécageuses près du rivage. La formation est datée de la fin du Campanien (une partie de la période du Crétacé) et a été déposée sur une période d'environ un million d'années. La datation radiométrique juste en dessous de la base de la formation a donné un âge de 75,56 ± 0,41 Ma. Un lit de cendres situé sous la limite supérieure avec la Formation de Kirtland a été daté d'il y a 74,55 ± 0,29 Ma.
La formation est subdivisée en upper Fossil Forrest Member (déposé il y a environ 75 à 74,5 millions d'années) et le lower Ne-nah-ne-zad Member (déposé il y a 75,5 à 75 millions d'années). Le Fossil Forrest member est considéré comme faisant partie du Hunter Wash, faune partagée avec la formation lower Kirtland sus-jacente.

## Paléofaune

### Ornithischiens
| Légende de couleur \| Taxon \| taxon reclassifié \| Taxon signalé à tort comme présent \| Taxon douteux ou synonyme plus récent \| Ichnotaxon \| Ootaxon \| Morphotaxon \| |                   |                                    |                                       |            |         |             |
| Taxon | taxon reclassifié | Taxon signalé à tort comme présent | Taxon douteux ou synonyme plus récent | Ichnotaxon | Ootaxon | Morphotaxon |

| Ornithischiens de la formation Fruitland | Ornithischiens de la formation Fruitland | Ornithischiens de la formation Fruitland | Ornithischiens de la formation Fruitland | Ornithischiens de la formation Fruitland | Ornithischiens de la formation Fruitland                                                                          | Ornithischiens de la formation Fruitland |
| Genre                                    | Espèce                                   | Emplacement                              | Membre                                   | Abondance | Remarques | Images                                   |
| ---------------------------------------- | ---------------------------------------- | ---------------------------------------- | ---------------------------------------- | --- | --- | ---------------------------------------- |
| Hadrosauridae indet.                     | Intermédiaire                            |                                          | Forêt fossile                            | Une empreinte | Piste de hadrosaure géante, indiquant un individu plus grand que Shantungosaurus, le plus grand hadrosaure connu. |                                          |
| Parasaurolophus                          | P. cyrtocristatus                        |                                          | Forêt fossile                            | Un spécimen, holotype | |                                          |
| Pentacératops                            | P. fenestratus                           |                                          |                                          | | Synonyme plus récent de P. sternbergii                                                                            |                                          |
| Pentacératops                            | P. sternbergii                           |                                          | Forêt fossile                            | Spécimens, y compris holotype | Également trouvé dans la formation de Kirtland                                                                    |                                          |
| Stegoceras                               | S. novomexicanum                         |                                          | Forêt fossile                            | "( holotype ) NMMNH P-33898, frontopariétal presque complet "et" SMP VP-2555, plus grande partie postérieure de la partie frontale gauche et la partie la plus antérieure des frontaux gauche et droit " | Également trouvé dans la formation inférieure de Kirtland                                                         |                                          |

Certains restes (OMNH 10131) de Bistahieversor, un tyrannosauroïde de la formation de Kirtland sus-jacente, peuvent en fait provenir de la formation supérieure de Fruitland.
| Légende de couleur \| Taxon \| taxon reclassifié \| Taxon signalé à tort comme présent \| Taxon douteux ou synonyme plus récent \| Ichnotaxon \| Ootaxon \| Morphotaxon \| |                   |                                    |                                       |            |         |             |
| Taxon | taxon reclassifié | Taxon signalé à tort comme présent | Taxon douteux ou synonyme plus récent | Ichnotaxon | Ootaxon | Morphotaxon |

| Saurischiens de la formation Fruitland | Saurischiens de la formation Fruitland | Saurischiens de la formation Fruitland | Saurischiens de la formation Fruitland | Saurischiens de la formation Fruitland | Saurischiens de la formation Fruitland                                        | Saurischiens de la formation Fruitland |
| Genre                                  | Espèce                                 | Emplacement                            | Membre                                 | Abondance                              | Remarques                                                                     | Images                                 |
| -------------------------------------- | -------------------------------------- | -------------------------------------- | -------------------------------------- | -------------------------------------- | ----------------------------------------------------------------------------- | -------------------------------------- |
| Dromaeosauridae                        | Indéterminé                            |                                        |                                        | Dents                                  |                                                                               |                                        |
| Ornithomimidés                         | Indéterminé                            |                                        |                                        |                                        |                                                                               |                                        |
| ? Troodontidae                         | Indéterminé                            |                                        |                                        |                                        | Anciennement identifié comme Paronychodon sp., Renvoi à Troodontidae douteux. |                                        |
| Tyrannosauridae                        | Indéterminé ,                          |                                        |                                        | Dents                                  |                                                                               |                                        |

## Géologie économique
La Formation de Fruitland contient des lits de charbon bitumineux qui sont extraits par endroits le long de l'affleurement. Depuis les années 1980, les gisements houillers de la formation Fruitland ont produit de grandes quantités de gaz de couche. La zone de production de méthane de houille chevauche la frontière de l'État  Colorado -Nouveau-Mexique et est l'une des zones les plus productives de gaz de couche aux États-Unis .
Le méthane libéré de la formation de Fruitland, par la production de pétrole et de gaz et un peu d'infiltration naturelle, contribue au Four Corners Methane Hot Spot (en) ,.

## Voir également
- List of stratigraphic units with dinosaur body fossils (en)
- List of fossiliferous stratigraphic units in Colorado (en)
- List of fossiliferous stratigraphic units in New Mexico (en)